# Pavlova Huť
Pavlova Huť (německy Paulushütte) je zaniklá vesnice v okrese Tachov v Plzeňském kraji, pět kilometrů jihozápadně od Obory. Byla založena jako sklářská huť kolem roku 1740 a zpustla následkem odsunu německého obyvatelstva po druhé světové válce.

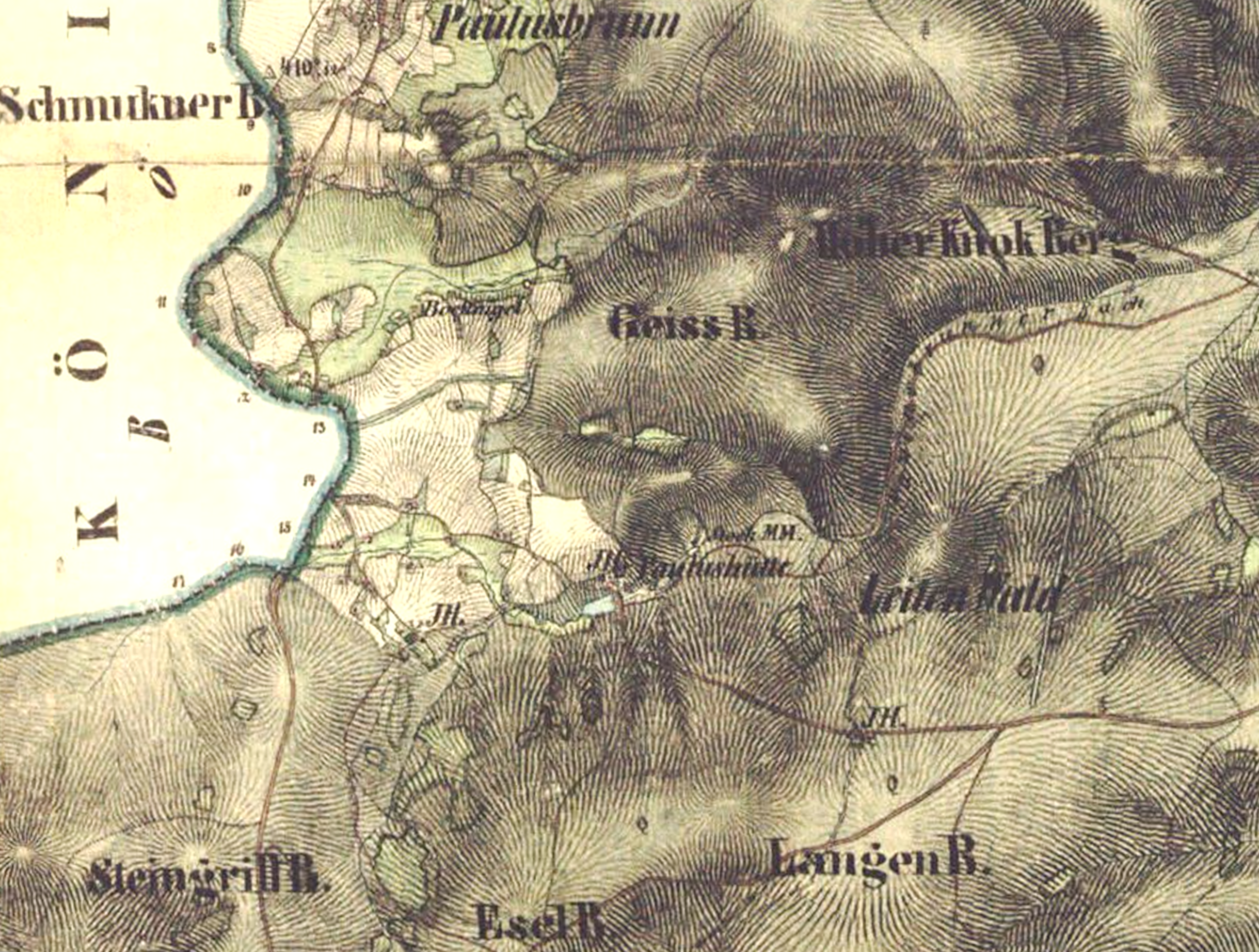
Pavlova Huť (uprostřed) na mapě z poloviny 19. století

## Historie
Při sčítání lidu v letech 1850–1949 byla Pavlova Huť osadou obce Obora v okrese Tachov. V dalších letech vesnice zanikla.

## Obyvatelstvo
|           | 1869 | 1880 | 1890 | 1900 | 1910 | 1921 | 1930 | 1950 |
| --------- | ---- | ---- | ---- | ---- | ---- | ---- | ---- | ---- |
| Obyvatelé | 52   | 58   | 53   | 52   | 79   | 88   | 86   | 7    |
| Domy      | 8    | 10   | 8    | 10   | 10   | 12   | 14   | 14   |